# Teatr Baj
Teatr Baj – najstarszy w Polsce teatr lalek, założony w 1928, z siedzibą przy ul. Jagiellońskiej 28 w Warszawie

## Opis
Teatr został założony w 1928. Od 1954 ma siedzibę w dawnym gmachu Wychowawczym Warszawskiej Gminy Starozakonnych im. Michała Bergsona. Zajmuje centralną część budynku od ulicy Jagiellońskiej oraz czwarte piętro i poddasze. Główna sala ma ruchomą scenę ze 180 miejscami na widowni. Placówka posiada również salę kameralną (25 miejsc).
Z teatrem współpracowała m.in. Maria Kownacka.
W 2014 placówka została odznaczona Złotym Medalem „Zasłużony Kulturze Gloria Artis”.

## Dyrektorzy
- Jan Wesołowski (1928–1939)
- Jerzy Dargiel (1950–1973)
- Krzysztof Niesiołowski (1973–2008)
- Ewa Piotrowska (od 2008)